# Maria Camps Rosselló
Maria Camps i Rosselló és una religiosa de les Illes Balears. El 1998 va rebre el Premi Ramon Llull en reconeixement de la seva labor a favor de la infància més desvalguda i vulnerable, reconvertir una institució de caritat en una d'assistència (les Llars del Temple) i integrar els infants que s'hi acullen en un àmbit escolar obert, amb l'objectiu d'afavorir-ne la inserció social.